# 1251 Avenue of the Americas

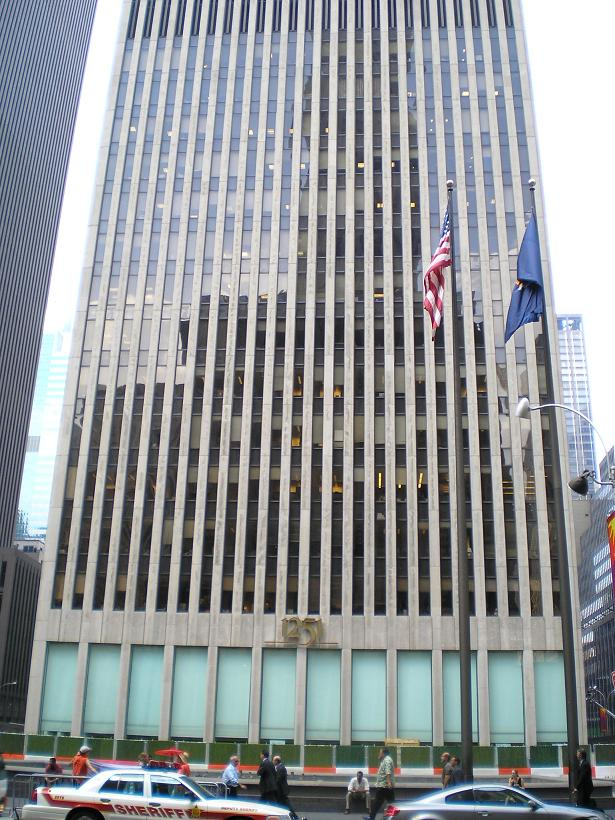
Exxon Building, 1251 Avenue of the Americas, Rockefeller Center

Exxon Building, cunoscut mai mult după adresa sa 1251 Avenue of the Americas, este un zgârie-nori din New York City, SUA.